# هرا (خمیر)
 هَرا  روستای کوچکی از توابع بخش مهران بندرلنگه در شهرستان لنگه در استان هرمزگان ایران است.

## محدوده هَرا
از شمال پدل و کوه ببیان، از جنوب کوه بفرست، از مغرب کوه، و از سمت مشرق به دژگان محدود می‌گردد.

## جمعیت
دارای ۸۶۰ نفر (۱۰۸خانوار)  جمعیت است
که از اهل سنت و از شاخه شافعی هستند یعنی از پیروان امام محمد ادریس شافعی هستند.
دارای مسجد، دبستان،بانک،سه ردیف قنات آب‌انبار (برکه) و درمانگاه است.

## شغل مردم روستا
شغل اهالی روستا دامداری است.
در حدود ۵۰ من زمین  زیر کشت دیم دارد. . در کوه‌های اطراف این روستا گیاهان داروئی متعددی وجود دارد. اهالی روستا از کوه‌های اطراف خود هیزم آورده و در مناطق اطراف می‌فروشند و از این راه گذران زندگی می‌کنند.
دارای  چشمه‌ای  است که آبش بسیار شیرین است. می‌تواند حدود ۲۰۰۰ من (۸۰۰۰کیلوم گرم) گندم زراعت وآبیاری نماید. در حدود ۳۰۰۰ اصله نخل آبی وجود دارد.
در ۵۰ متری شمال «هرا» قناتی در جریان است که بنام
«اِشخَدَک» معروف است که حدود ۱۰۰ من (۴۰۰ کیلوگرم) جو و گندم می‌توان زراعت نمود.